# 庭代台
庭代台（にわしろだい）は、大阪府堺市南区の泉北ニュータウンにある地名。
現行行政地名は庭代台一丁から庭代台四丁。住居表示は実施済み。

## 世帯数と人口
2021年（令和3年）12月末現在における人口と世帯数は以下の通りである。
| 丁目      | 世帯数    | 人口    |
| --------- | --------- | ------- |
| 庭代台1丁 | 1,119世帯 | 2,375人 |
| 庭代台2丁 | 1,004世帯 | 1,872人 |
| 庭代台3丁 | 628世帯   | 1,410人 |
| 庭代台4丁 | 722世帯   | 1,619人 |
| 計        | 3,473世帯 | 7,276人 |

## 小・中学校の校区
市立小・中学校に通う場合、校区は以下の通りとなる。
| 丁  | 番地 | 小学校             | 中学校             |
| --- | ---- | ------------------ | ------------------ |
| 1丁 | 全域 | 堺市立庭代台小学校 | 堺市立庭代台中学校 |
| 2丁 | 全域 | 堺市立庭代台小学校 | 堺市立庭代台中学校 |
| 3丁 | 全域 | 堺市立庭代台小学校 | 堺市立庭代台中学校 |
| 4丁 | 全域 | 堺市立庭代台小学校 | 堺市立庭代台中学校 |

## 交通

### 道路
- 大阪府道・和歌山県道61号堺かつらぎ線
- 大阪府道208号堺泉北環状線

## 施設
- 堺市立庭代台小学校
- 堺市立庭代台中学校
- 泉北庭代台郵便局
- 庭代台グラウンド